# 許瀞蔆
許瀞蔆（1988年3月9日—），舊名為許翠雪，台灣女演員、童星，擅長舞蹈、戲劇。
致力於保護流浪狗、貓的愛心活動，每年都會舉辦義賣活動，所得全數捐獻給各家動物福利團體。
2013年以「認養，不棄養；愛牠，保護牠」的活動宗旨與粉絲響應愛護小動物的活動，並送出十份「Yuki-2014桌曆」。
2014年以義賣的方式送出「Yuki-2015桌曆」，並將全數所得捐給「張媽媽流浪動物之家」。
2015年以「結紮代替撲殺、領養不棄養、愛牠保護牠」的活動宗旨義賣「Yuki2016明信片」，並將全數所得捐給「姜媽媽狗園」
2017年以「領養不棄養，結扎零撲殺」為活動宗旨義賣「Yuki2017相片書」並將所得全數捐給「犬山居」
2018年公益義賣桌曆全數所得捐給「犬山居」
2019、2020、2021、2022年公益義賣所得捐給「台灣之心愛護動物協會」
2023年公益義賣為紀念養了13年的兔子去當小天使，義賣所得全數捐給「台灣愛兔協會」
2024年為公益義賣10週年，公益義賣所得全數捐給「台灣之心愛護動物協會」，目前仍不斷以各種方式參與愛心活動。

## 電影
| 上映年份 | 導演   | 片名     | 飾演角色      | 合作演員                                               |
| 2003     | 朱延平 | 野蠻小子 | 倪雯雯        | 尹小駿、吳孟達、陳子強、張善為、小戽斗、陳光前、劉光遠 |
| 2003     | 朱延平 | 猴死囝仔 | 朱嘉玲(奶妹） | 尹小駿、小戽斗、張立威、林小樓、倪敏然                 |
| 2013     | 張柏瑞 | 志氣     | 汪莉敏        | 昆凌、楊千霈、郭書瑤、莊凱勛                           |

#### 微電影
| 首播年份 | 片名            | 飾演角色 | 導演          |
| 2014     | 樂活蘆竹 發現愛 | 小竹     | 林銀竹.管紹廷 |
| 2015     | 阿爸的葡萄園    | 洪允真   | 賴建宏        |

## 電視劇
| 年份 | 頻道              | 劇名                    | 角色           |
| 2000 | 大愛電視台        | 愛與驕陽                | 安安           |
| 2001 | 大愛電視台        | 賣油阿成                | 林佩玲         |
| 2002 | 大愛電視台        | 我們這一家              | 仁美(少年)     |
| 2002 | 大愛電視台        | 別來無恙                | 劉瓊英         |
| 2002 | 大愛電視台        | 聞風而來                |                |
| 2003 | 公視              | 家                      | 靜誼(童年）    |
| 2003 | 台視              | Hi 上班女郎             | 李小音         |
| 2003 | 大愛電視台        | 四重奏                  | 寶蓮(少年）    |
| 2004 | 大愛電視台        | 後山姊妹                | 翠蓮(童年）    |
| 2005 | 民視              | 浪淘沙                  | 陳來好         |
| 2005 | 大愛電視台        | 流金歲月                | 若琳(少年)     |
| 2006 | 大愛電視台        | 愛在碧海藍天            | 貝倪           |
| 2006 | 大愛電視台        | 月亮出來了              | 吳桂薰         |
| 2007 | 大愛電視台        | 晚晴                    | 沈婷如         |
| 2007 | 三立台灣台        | 天下第一味              | 林小霞         |
| 2008 | 大愛電視台        | 竹音深處                | 月鳳(童年）    |
| 2008 | 大愛電視台        | 矽谷阿嬤                | 江曼珠         |
| 2008 | 大愛電視台        | 愛，有你來作伴          | 李愉禎         |
| 2009 | 大愛電視台        | 幸福一牛車              | 張碧珠(童年)   |
| 2010 | 大愛電視台        | 我的尪我的某            | 春玉(童年)     |
| 2011 | 大愛電視台        | 回首留蘭香              | 許金蘭         |
| 2011 | 大愛電視台        | 微笑面對                | 阿眞           |
| 2012 | 大愛電視台        | 麻豆小鎮                | 王鳳英         |
| 2012 | 大愛電視台        | 心和萬事興              | 王慧君／林淑靜 |
| 2012 | 大愛電視台        | 聽見，愛                | 宜靜           |
| 2013 | 大愛電視台        | 明天更美麗              | 洪志慧         |
| 2013 | 大愛電視台        | 愛在陽光下              | 林小正(少女)   |
| 2013 | 大愛電視台        | 手心外的天空            | 鄭金碧         |
| 2014 | 客家電視台        | 在河左岸                | 巧玲           |
| 2014 | 大愛電視台        | 阿爸講的話              | 林美英         |
| 2014 | 台視              | 艋舺的女人              | 李秀蘭         |
| 2014 | 八大第一台        | 我們來去扮仙            | 邱心惠         |
| 2014 | 八大第一台        | 葫蘆與三個願望          | 林玉婷         |
| 2014 | 八大第一台        | 土地公掠妖              | 阿芬           |
| 2015 | 大愛電視台        | 明日天晴                | 連素真         |
| 2015 | 三立台灣台        | 戲說台灣-關三姑報恩     | 關三姑         |
| 2016 | 大愛電視台        | 歸·娘家                 | 梅桂           |
| 2016 | 大愛電視台        | 幸福之約                | 陳郁           |
| 2017 | 大愛電視台        | 車站人生                | 陳郁聆         |
| 2017 | 大愛電視台        | 清風無痕                | 陳心怡         |
| 2017 | 大愛電視台        | 若是來恆春              | 詹英雪         |
| 2018 | 三立台灣台        | 金家好媳婦              | 顧筱莉         |
| 2019 | 三立台灣台        | 戲說台灣-女陰差解命劫   | 陳玉琴         |
| 2019 | 大愛電視台        | 最美的相遇              | 林美蓮         |
| 2019 | 三立台灣台        | 戲說台灣-城隍媽祖渡斑鳩 | 黃美琇         |
| 2019 | 大愛電視台        | 程哥懺悔路              | 陳玉琴         |
| 2019 | 三立台灣台        | 戲說台灣-月老收姻緣煞   | 陳淑賢         |
| 2019 | 三立台灣台        | 戲說台灣-水仙女轉乾坤   | 林秀雲         |
| 2019 | 三立台灣台        | 戲說台灣-三滴親情淚     | 慈海妈         |
| 2019 | 東森戲劇台        | 美味滿閣                | 童語曦         |
| 2020 | 三立台灣台        | 戲說台灣-太歲安太座     | 白秀玉         |
| 2020 | 大愛電視台        | 大林學校                | 張麗明         |
| 2020 | 三立台灣台        | 炮仔聲                  | 江詠綺         |
| 2020 | 三立台灣台        | 戲說台灣-旱溪媽破三劫   | 謝幼秀         |
| 2021 | 三立台灣台        | 戲說台灣-千歲趕千歲     | 廖桂花         |
| 2021 | 三立台灣台        | 戲說台灣-三八兄弟摃石磯 | 鄭家華         |
| 2022 | 大愛電視台        | 隨風 隨緣               | 陳玉雯         |
| 2022 | 三立台灣台        | 戲說台灣-陰陽玄貓       | 劉玉桂         |
| 2022 | 三立台灣台        | 一家團圓                | 江孟瑤         |
| 2022 | 三立台灣台        | 戲說台灣-仙公祖斬桃花   | 金玉嬌         |
| 2022 | 三立台灣台        | 戲說台灣-玄武斬魔劍     | 桂花           |
| 2024 | 東森戲劇台、公視+ | 生命捕手2               | 王小楓         |
| 2024 | 大愛電視台        | 你好，我是誰2           | 何曉貝         |
| 2024 | 公視台語台、華視  | 無罪推定                | 文娟           |
| 2025 | 三立台灣台        | 天知道                  | 蔆蔆           |
| 2025 | 台視              | 寶島西米樂              | 張芳男         |

## 公益廣告
| 年份 | 廣告名稱                   | 角色       |
| ---- | -------------------------- | ---------- |
| 2010 | 小腦萎縮症病友協會公益廣告 | 許瑞榮女友 |

## 節目演出
| 年份 | 播放日期 | 頻道       | 節目名稱           | 合作藝人                          | 表演曲目       |
| ---- | -------- | ---------- | ------------------ | --------------------------------- | -------------- |
| 2014 | 9月18日  | 八大綜合台 | 娛樂百分百         | 惡武2KD5                          | 惡 龜 來 襲    |
| 2015 | 12月5日  | TVBS歡樂台 | 全球中文音乐榜上榜 | 惡武2KD5                          | Children       |
| 2015 | 12月12日 | TVBS歡樂台 | 全球中文音乐榜上榜 | 惡武2KD5                          | Daddy          |
| 2015 | 12月26日 | TVBS歡樂台 | 全球中文音乐榜上榜 | 惡武2KD5                          | MANSAE         |
| 2016 | 1月2日   | TVBS歡樂台 | 全球中文音乐榜上榜 | 惡武2KD5                          | 跳 進 來       |
| 2016 | 6月4日   | TVBS歡樂台 | 全球中文音乐榜上榜 | 天氣女孩、Mer Mer                 | PICK ME        |
| 2016 | 6月11日  | TVBS歡樂台 | 全球中文音乐榜上榜 | 天氣女孩、Mer Mer、林芯儀、葉秉桓 | Oh！、怦然心動 |

## 外部連結
- 許瀞蔆Yuki粉絲團 （页面存档备份，存于）

1. ↑  . 聯合新聞網. 2023-08-29  [2024-06-25]. （原始内容存档于2024-06-25） （中文）.
2. ↑  . 娛樂 - 中時新聞網. 2023-08-29  [2024-06-25]. （原始内容存档于2024-06-25） （中文）.